# Mycobates angulatus
Mycobates angulatus är en kvalsterart som först beskrevs av Koch 1839.  Mycobates angulatus ingår i släktet Mycobates och familjen Punctoribatidae. Inga underarter finns listade i Catalogue of Life.